# 恒松安夫
恒松 安夫（つねまつ やすお、1899年（明治32年）3月18日 - 1963年（昭和38年）5月20日）は、日本の政治家・歴史学者。島根県知事（2期）、大田市名誉市民。政治家・恒松隆慶の孫。

## 経歴
島根県安濃郡長久村（現大田市長久町）で、恒松嘉吉・ケン夫妻の二男として生まれる。杵築中学校（現島根県立大社高等学校）在学中は剣道に励んだ。1922年、慶應義塾大学文学部史学科を卒業。1923年、慶應義塾大学普通部講師に就任。岡本かの子と関係を持ち、1929年欧米に遊学後、1932年、慶應義塾大学教授に就任。1933年、慶應義塾大学野球部長・東京六大学野球連盟理事長となる。1944年、慶應義塾大学を退職して帰郷し、文化活動を行う。
1947年4月、戦後初の島根県議会議員選挙に立候補して当選し、島根県議会議長に就任（1951年まで）。1951年 島根県知事に当選し2期在任した（1959年まで）。知事退任後に体調を崩して政界を引退した。

## 栄典
- 1954年 紺綬褒章受章[2]

## 著作
著書
- 『近代西洋史』三笠書房、1941年。
- 『アメリカ史総説』三笠書房、1941年。

翻訳
- 『米国近世政治経済史』シー・エー・ビャード著、磯部甲陽堂、1925年。